# Zerind
Zerind (Hongaars: Nagyzerind) is een Roemeense gemeente in het district Arad.
Zerind telt 1402 inwoners. Het grootste deel van de bevolking is etnisch Hongaars. De plaats is daarmee een van de Hongaarse enclaves in het district Arad.
De gemeente bestaat uit twee kernen: Iermata Neagră en Zerind.
In het eerstgenoemde dorp is meer dan 85% van de bevolking Etnisch Hongaars. (Zie: Hongaarse minderheid in Roemenië.